# Antonim
În semantică, termenul antonim (< fr  antonyme, cf. el  anti „contra” + onyma „nume”) denumește o entitate lexicală al cărei sens este opus sensului alteia. Relația dintre ele este una logică, numită „antonimie”. 
Antonimele au una sau mai multe trăsături comune de sens la care se adaugă trăsături opuse, ceea ce stabilește relația de antonimie. Uneori, trăsătura comună este exprimată de aceeași bază, iar opoziția este marcată de un afix la unul din membrii perechii, ex. hidratat vs. deshidratat, sau de afixe diferite la fiecare membru, ex. a îngropa vs. a dezgropa. Acestea sunt cazuri când antonimia este riguros exprimată lingvistic. Alteori, trăsătura comună este domeniul noțional la care se referă antonimele. De exemplu, în cazul  adjectivelor cald vs. rece cu sensul lor propriu, acest domeniu este temperatura.
Cuvintele polisemantice pot avea antonime diferite în funcție de sensul cu care sunt folosite, de exemplu ru  густой gustoi „des” vs. редкий redki „rar”, și густой „dens” vs. жидкий jidki „lichid”.
Deși rar, se întâlnesc și cuvinte care au sensuri antonimice, de exemplu ro  a împrumuta care înseamnă „a da împrumut” și „a lua împrumut”. La fel sunt corespondentele rusesc și maghiar ale acestui verb, одолжить odoljit', respectiv kölcsönöz. Alt exemplu este fr  louer „a închiria” care are sensurile „a da în chirie” și „a lua în chirie”, ca și corespondentul său românesc.

## Tipuri de cuvinte cu sensuri opuse
Dubois 2002 constată că opozițiile de sens între cuvinte sunt de mai multe tipuri, care nu sunt ușor de distins, de aceea unii lingviști folosesc cuvântul „antonim” ca termen general și disting mai multe tipuri de antonime, iar alții deosebesc cuvinte opuse antonime, cuvinte opuse complementare și cuvinte opuse reciproce.
În lingvistica română, Bidu-Vrănceanu 1997 distinge mai multe tipuri de antonime.
Antonimele scalare admit gradarea și sunt adesea legate de proceduri de comparare, ex. mare / mijlociu / mic; fierbinte / cald / rece. Aceste antonime sunt independente unele de altele, iar comparația este în funcție de un punct neexplicit, determinat de norma experienței comunității socio-culturale. Unul din membrii perechii de antonime, acela care este socotit superior în cadrul normei, este considerat și nemarcat, de exemplu sănătate, față de boală, care este marcat. În lingvistica de limbă engleză se întâlnește pentru acestea termenul graded antonyms „antonime gradate” (ex. mare vs. mic), numai acestea fiind numite antonyms de către unii lingviști, precum John Lyons.
Unele antonime scalare au sensuri diametral opuse, de exemplu mic vs. mare. Acestea sunt numite de către Bussmann 1998 „antonime absolute”, ex. bun vs. rău, fiind aproximativ echidistante față de un punct mediu din domeniul lor noțional. În contrast cu acestea există antonime în opoziție asimetrică, ex. mic (grad nedeterminat) vs. uriaș (grad maxim), excelent vs. rău.
Antonimele polare (ex. soț vs. soție, mascul vs. femelă), contradictorii (ex. celibatar (necăsătorit) vs. căsătorit) sau contrarii (a urca vs. a coborî) nu admit termeni intermediari. Implică negarea unuia de către celălalt și sunt numite antonime negradate de către unii lingviști, și cuvinte complementare de către alții, precum Lyons, fără să le considere antonime.
Antonimele reciproce (ex. a cumpăra vs. a vinde) sunt acelea în cazul cărora o propoziție cu unul implică o propoziție cu celălalt: Jean i-a vândut casa lui Pierre vs. Pierre a cumpărat casa de la Jean.
Unii lingviști tratează ceea ce Cruse 1980 numește complementare gradabile, în contrast cu antonimele. Primele împart domeniul noțional în două segmente mutual exclusive. Pentru a le înțelege relația, trebuie făcută o judecată de valoare despre caracterul nedorit al unei trăsături. Exemple: curat vs. murdar, periculos vs. nepericulos, treaz vs. beat.
În lingvistica maghiară de asemenea, una din concepții ia în seamă antonime grupate în mai multe categorii.
După gradul lor de complexitate există:
- antonime simple, care se opun prin existența, respectiv inexistența unei trăsături esențiale și se presupun reciproc, contradicția dintre ele fiind dialectică, ex. hideg „rece” vs. meleg „cald, -ă”;
- antonime complexe, care se opun prin mai multe trăsături pozitive esențiale ale unuia, față de diverse presupoziții negative despre celălalt, ég „cer” vs. föld „pământ”.

După gradul de rigurozitate a exprimării antonimiei se disting:
- antonime explicite cu bază comună și un element negativ atașat unuia dintre membri: írott „scris, -ă” vs. íratlan „nescris, -ă”, kedves „amabil, -ă” vs. nem kedves literal „nu amabil, -ă”;
- antonime implicite, a căror formă nu indică prin ea însăși faptul că sunt membre ale unei perechi antonimice: hallgat „tace” vs. beszél „vorbește”;
- antonime semiexplicite, care formează perechi cu membri exprimați prin complexe sonore asemănătoare: itt „aici” vs. ott „acolo”, fent „sus” vs. lent „jos”.

În altă concepție există două categorii de opoziție:
- contradicție, când două cuvinte se exclud reciproc, ex. beteg „bolnav, -ă” vs. egészséges „sănătos, -oasă”, după cum se vede în judecata Ha Péter beteg, akkor nem egészséges, ha egészséges, akkor nem beteg „Dacă Péter e bolnav, atunci nu e sănătos, iar dacă e sănătos, atunci nu e bolnav”;
- antonimie, relație în care perechea nu acoperă complet dimensiunea dată (ex. jó „bun, -ă” vs. rossz „rău, rea”), existând un domeniu intermediar caracterizabil prin „nici primul membru, nici al doilea”, relație ilustrată de judecata Ha a bor jó, akkor nem lehet rossz, és ha a bor rossz, akkor nem lehet jó, de ha a bor nem jó, abból még nem következik, hogy a bor rossz „Dacă vinul e bun, atunci nu poate fi rău, iar dacă vinul e rău, atunci nu poate fi bun, dar dacă vinul nu e bun, din aceasta nu decurge că vinul e rău”.

## Clase de cuvinte în care sunt antonime
Entitățile lexicale antonimice sunt de cele mai multe ori cuvinte, care aparțin majorității părților de vorbire:
- adjective:

ro  gros vs. subțire;
fr  grand „mare” vs. petit „mic”;
en  young „tânăr, -ă” vs. old „bătrân, -ă”;
hu  meleg „cald, -ă” vs. hideg „rece”.
- substantive, mai ales abstracte:

ro  bucurie vs. tristețe;
fr  mâle „mascul” vs. femelle „femelă”;
hu  élet „viață” vs. halál „moarte”.
- verbe:

ro  a aprinde vs. a stinge;
fr demander „a întreba” vs. répondre „a răspunde”;
hu  hallgat „tace” vs. beszél „vorbește”.
- adverbe și locuțiuni adverbiale:

ro  aproape vs. departe;
fr  beaucoup „mult” vs. peu „puțin”;
en  less „mai puțin” vs. more „mai mult”;
hu  kívül „pe dinafară” vs. belül „pe dinăuntru”;
BCMS gore „sus” vs. dole „jos”.
- prepoziții și locuțiuni prepoziționale, uneori perechea fiind formată de o prepoziție simplă și o locuțiune:

ro  înainte de vs. după;
fr  au-dessus de „deasupra” vs. au-dessous de „sub”;
en  in front of „în fața” vs. behind „în spatele”;
BCMS do „la” vs. od „de la”.
- postpoziții, în unele limbi, precum maghiara: húsvét előtt „înainte de Paști” vs. húsvét után „după Paști”[31].

## Antonimia în formarea de cuvinte

### În derivare
La derivare ca procedeu de formare a cuvintelor participă și afixe care formează antonime, contribuind cu acestea la îmbogățirea lexicului. Este vorba de antonimia explicită amintită mai sus.
Unele antonime se formează prin adăugarea unui afix la un singur membru al perechii. În unele limbi afixul este un prefix. Exemple:
ro  vinovat vs. nevinovat;
fr  content „mulțumit” vs. mécontent „nemulțumit”;
en  happy „fericit, -ă” vs. unhappy „nefericit, -ă”;
BCMS direktan „direct” vs. indirektan „indirect”.
În alte limbi, precum maghiara, se adaugă un sufix, ex. bátor „curajos, -oasă” vs. bátortalan „lipsit, -ă de curaj”.
Alte antonime explicite se constituie prin adăugarea de afixe antonime la aceeași bază. În unele limbi sunt numai prefixe:
ro  a înființa vs. a desființa;
BCMS izbaciti „a arunca afară” vs. ubaciti „a arunca înăuntru”.
În altele sunt și prefixe, și sufixe:
en  inside „înăuntru” vs. outside „afară”;
useful „folositor” vs. useless „nefolositor”;
hu  rábeszél „convinge (pe cineva) să facă (ceva)” vs. lebeszél „face (pe cineva) să renunțe (la ceva)”;
családos „cu familie, familist” vs. családtalan „fără familie, nefamilist”.

### În compunere
Se formează antonime și prin compunerea pe baza unui raport de coordonare, sau care nu se bazează pe vreun raport sintactic. În unele se opun cuvinte folosite și individual:
ro  ici-colo;
fr  va-et-vient „du-te-vino” (lit. merge și vine);
en  sweet-and-sour „dulce-acrișor” (lit. „dulce-și-acru”);
hu  adásvétel „vânzare-cumpărare”;
BCMS manje-više „mai mult sau mai puțin” (lit. „mai puțin-mai mult”).
Sunt și elemente de compunere antonime care nu sunt cuvinte autonome, adăugate la același cuvânt autonom. Unele din aceste elemente sunt de origine greacă sau latină, și se găsesc în mai multe limbi, participând la ceea ce în lingvistica franceză se numește „compunere savantă”:
- elemente prime: pro- vs. anti-, ex. ro  procomunist vs. anticomunist[50];
- elemente secunde: -phile vs. -phobe, ex. BCMS rusofil vs. rusofob[51].

În limbi care primesc mai greu împrumuturi, ca maghiara, sunt și asemenea elemente autohtone:
előszó „prefață” vs. utószó „postfață”.

## Antonimia în figuri de stil
Prin antonimie se realizează unele figuri de stil, nu numai în literatură, ci și în limba vorbită.
Una dintre acestea este antiteza cea mai simplă, realizată din antonime coordonate:
ro  Astfel mâna-ți tremurândă / Bate-un cântec mort și viu (Mihai Eminescu);
fr  L’être et le néant „Ființa și neantul” (titlul unui roman de Jean-Paul Sartre);
hu  Rabok legyünk, vagy szabadok? / Ez a kérdés, válasszatok! lit. „Robi să fim sau liberi? / Aceasta-i întrebarea, alegeți” (Sándor Petőfi).
O formă particulară a antitezei, oximoronul, constituie o sintagmă cu componente antonimice:
ro  E tare slab;
fr  Cette obscure clarté qui tombe des étoiles lit. „Acea obscură lumină ce cade din stele” (Pierre Corneille).
hu  haláli jó „mortal de bun”.
Altă figură de stil bazată pe antonimie este paradoxul, care asociază în aceeași propoziție sau frază cuvinte dependente semantic de context, fiind o aparență de contradicție, neutralizată la o mai profundă analiză:
ro  Este oare ceva mai plin de înțeles ca neînțelesul? (Lucian Blaga);
la  Festina lente „Grăbește-te încet”;
fr  Pour réparer des ans l’irréparable outrage „Ca să repari ireparabila ofensă a anilor” (Jean Racine);
de  Einmal ist Keinmal „O dată e [ca] niciodată”;
hu  Ha későn jön is a halál, mégis korán jön „Chiar dacă moartea vine târziu, totuși vine devreme” (proverb).
Una din variantele de chiasm constă în repetarea cu topică inversă a unor entități cu funcție sintactică dintr-o sintagmă, propoziție sau frază, în care cel puțin una din funcții este exprimată prin antonime:
ro  Toate-s vechi și nouă toate (Eminescu);
fr  Un roi chantait en bas, en haut mourait un dieu „Un rege cânta jos, iar sus murea un zeu” (Victor Hugo);
hu  születek meghalni / meghalok születni „mă nasc ca să mor / mor ca să mă nasc” (Sándor Weöres).